# Edwin Howard Armstrong
Pour les articles homonymes, voir Armstrong.
Edwin Howard Armstrong (18 décembre 1890 à New York - 31 janvier 1954 à New York) est un ingénieur et inventeur américain. Il a été avant tout le « père malheureux » de la technique de diffusion radiophonique appelée « modulation de fréquence » qui s'est développée d'abord aux États-Unis puis progressivement dans le reste du monde. Sa manière de travailler mettait en avant l'expérimentation et le raisonnement. Edwin Howard Armstrong se méfiait des déductions trop théoriques et trop abstraites. Ses combats et ses procès avec l'industrie de l'électronique eurent raison de lui.

## Biographie
Armstrong fut l'un des inventeurs les plus prolifiques de l'histoire de la radioélectricité doublé d'un visionnaire. Il déposa plusieurs brevets exceptionnels dans l'histoire de la radio :
– le circuit à réaction (breveté en 1914) ;
– la super-réaction (brevetée en 1922) ;
– la modulation de fréquence (années 20)
Finalement l'antériorité du brevet de Lucien Lévy sur celui d'Edwin Armstrong concernant le Super-Hétérodyne, technologie toujours en cours, sera reconnue par la Cour d'appel du district de Columbia en 1928.
L'évolution des techniques est un processus complexe où la part individuelle n'est pas toujours dissociable de celle de la communauté. Plusieurs inventions d'Armstrong furent revendiquées par d'autres à travers de nombreuses poursuites judiciaires pour violations de brevets, en particulier le circuit à réaction breveté en 1914, qui fut par la suite revendiqué par Lee De Forest en 1916 ; De Forest vendit ensuite les droits de son brevet à AT&T. Entre 1922 et 1934, Armstrong se trouva mêlé à cette guerre des brevets, qui l'opposait, aux côtés de RCA et Westinghouse, à De Forest et AT&T. Ce procès qui dura 12 ans, se termina en concédant les droits à De Forest, mais cette décision est aujourd'hui remise en cause en raison d'une méprise de la Cour suprême. 

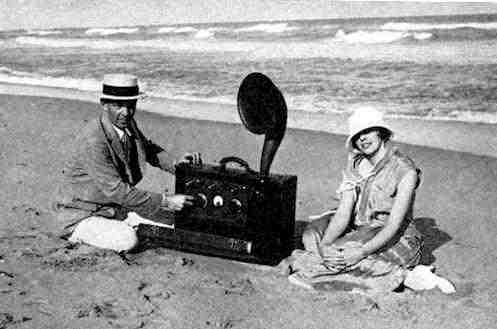
Edwin Armstrong et sa femme Esther Marion Armstrong en 1923 avec ce qui aurait été la 1re radio portable.

Durant l’instruction du procès, Armstrong poursuivait son travail dans un autre domaine : la modulation de fréquence (FM) dans les laboratoires de l'université Columbia. Cette technique étudiée dès 1922 notamment par Carson ne semblait pas présenter d'intérêt particulier par rapport à la technique en usage, la modulation d'amplitude (AM), et même sa portée était inférieure. Cette dernière présentait cependant intrinsèquement une forte sensibilité aux parasites radioélectriques qui lorsqu’ils se présentent modifient fortement l'amplitude du signal radioélectrique et donc la qualité du signal audio qu'il transporte.
La FM, au contraire, s'appuie sur une variation de la fréquence radioélectrique pour transporter le signal sonore et de ce fait immunise jusqu'à une certaine limite celui-ci des parasites radioélectriques. En résumé, la FM apporte une qualité sonore très supérieure à l'AM notamment en termes de bande passante et de rapport signal sur bruit. Armstrong réalisa à New York en 1935 plusieurs expérimentations pour qualifier l'apport de cette technique et présenta les résultats lors d'une conférence restée célèbre à l'IEEE, société des ingénieurs électriciens américains.
Cependant, pour l'époque, la FM représentait une rupture technologique importante. Elle exigeait une occupation du spectre radioélectrique supérieure à l'AM et donc devait émettre sur des ondes très courtes pour l'époque. De plus, elle impliquait une refonte complète des récepteurs qui devenaient plus complexes et donc plus chers à fabriquer.
Armstrong a obtenu de la FCC l’utilisation d'une bande de fréquence (42 à 50 MHz) pour mener à bien ses expérimentations.
Comme toute rupture technologique, la FM a dû faire face à ses débuts aux freins mis en place par les acteurs industriels qui ne souhaitaient pas de bouleversements radicaux. En outre, la télévision alors émergente dans les années 1940 retenait l'attention des industriels comme RCA, chez qui Armstrong était alors employé. RCA exerça son influence auprès de la FCC pour limiter le développement des réseaux FM, jugé non prioritaire par rapport à la télévision alors naissante. De plus, la RCA était propriétaire d'un important réseau de radios AM.
En juin 1945, la RCA exerça son influence auprès de la FCC pour que celle-ci alloue la bande 42-50 MHz à la télévision. David Sarnoff, président de RCA, exerça une influence importante dans cette décision. La bande FM migra donc de 40-52 Mhz vers 88 – 108 MHz, aujourd'hui quasi universelle. Cette action de la FCC rendit caduc en une nuit le réseau de sites d'émission FM déployés par Armstrong.
De plus, RCA revendiqua plusieurs innovations liées à la FM qui allait conduire à de multiples batailles de brevets contre Armstrong. Une victoire de RCA fit perdre à Armstrong les redevances lors de l'installation des premiers sites d'émission FM. Cette situation le conduisit progressivement à la ruine. Son combat devint une obsession difficile à vivre pour son entourage ; la situation eut raison de son mariage.
Désespéré devant la débâcle où l'avait conduit son immense travail, Armstrong finit par se jeter de la fenêtre du treizième étage de son appartement de New York le 31 janvier 1954. Sa veuve Marion, qui avait été aussi la secrétaire de David Sarnoff avant son mariage avec Armstrong, reprendra le combat contre RCA et finalement gagnera le procès en 1967.
Le travail et le génie d'Armstrong s'est depuis révélé puisque la FM est aujourd'hui une technologie de radiodiffusion très largement utilisée à travers le monde.
Armstrong fut fait chevalier de la Légion d'honneur en 1919 à la suite de son travail sur la radio durant la Première Guerre mondiale.

## Brevets
- (en) Brevet U.S. 1113149 : Wireless receiving system
- (en) Brevet U.S. 1336378
- (en) Brevet U.S. 1342885 : Method of receiving high frequency oscillation
- (en) Brevet U.S. 1424065 : Signalling system
- (en) Brevet U.S. 1941066 : Radio signalling system